# Oleksij Andrijewskyj

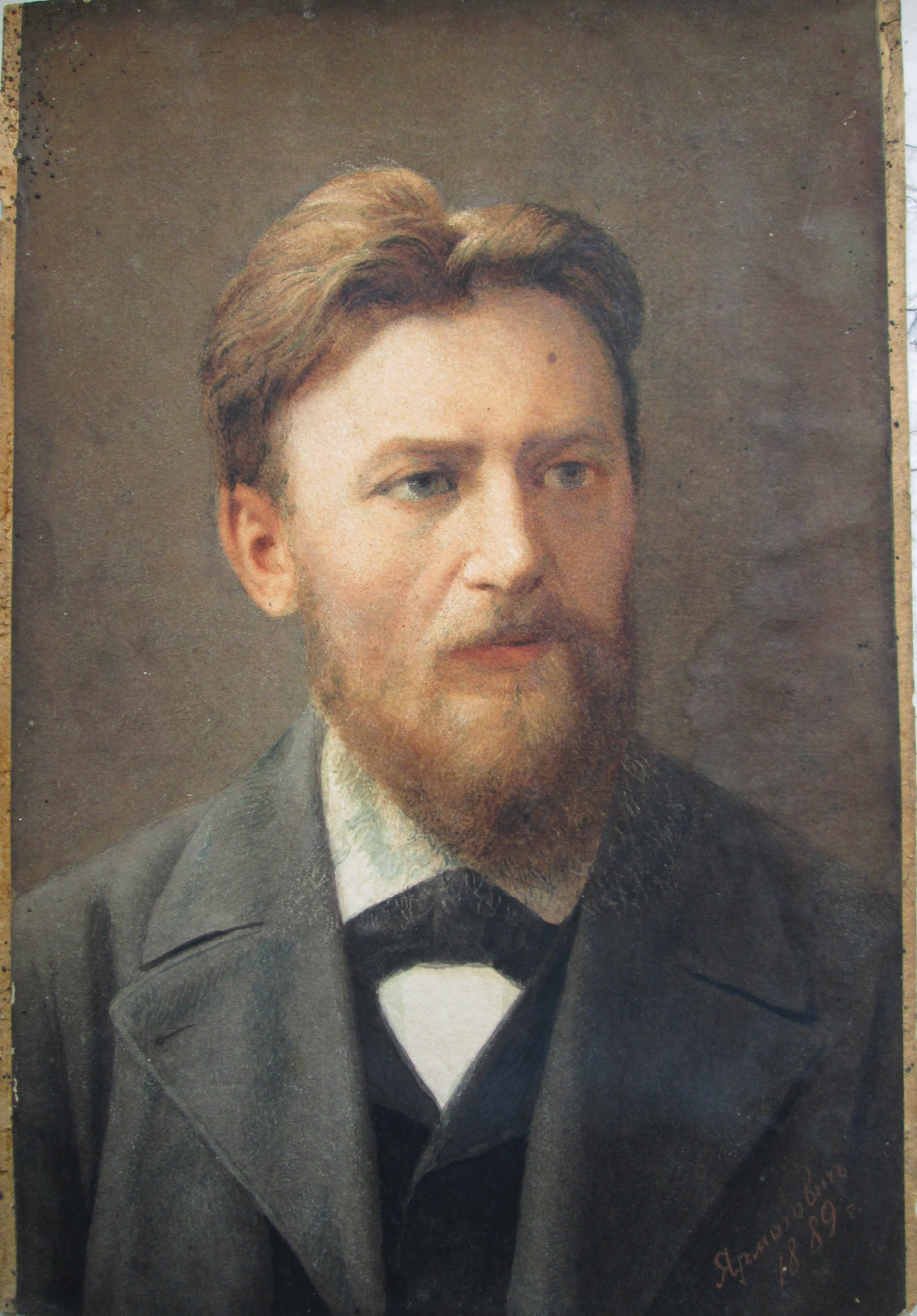
Oleksij Andrijewskyj

Oleksij Oleksandrowytsch Andrijewskyj (ukrainisch Олексій Олександрович Андрієвський; * 28. Februarjul. / 12. März 1845greg. in Kaniw, Gouvernement Kiew, Russisches Kaiserreich; † 22. Juli 1902 in Kiew, Gouvernement Kiew, Russisches Kaiserreich) war ein ukrainischer Pädagoge, Historiker, Schriftsteller und Journalist.

## Leben
Oleksij Andrijewskyj kam in Kaniw als Sohn eines Priesters zur Welt und machte am 1. Kiewer Gymnasium das Abitur. 1865 schloss er ein Studium an der historisch-philologischen Fakultät der St.-Wladimir-Universität in Kiew ab und war anschließend als Lehrer der russischen Sprache und Literatur in Schulen Jekaterinoslaw, Odessa und Kiew beschäftigt.
Von 1877 bis 1879 lebte er in Archangelsk und Tula. 1879 lebte er kurz in Odessa, wurde hier jedoch als „unzuverlässig“ angesehen und ans Statistische Amt nach Wjatka, Russland versetzt. Ab 1881 lebte er in Kiew, und war dort Herausgeber der „Киевские губернские ведомости“ (Neuigkeiten des Gouvernements Kiew) und Journalist. Außerdem war er Initiator zur Gründung der „Kiewer Gesellschaft zur Förderung der Grundschule“ und der „Gesellschaft zur Pflege der Frauenbildung“. 1885 wurde er Schulinspektor eines Jungengymnasiums in Nowomyrhorod und daran folgend Schulinspektor in Jekaterinoslaw. Zwischen 1889 und 1896 unterrichtete er am 1. Kiewer Gymnasium und von 1896 an war er bis zu seinem Tod Direktor des Waisenhauses in Odessa.
Unter anderem schrieb er über das Leben und das Werk Taras Schewtschenko, zwischen 1882 und 1886 das 10-bändige Werk „Історичні матеріали з архіву Київського губернського правління“ (Historische Materialien aus den Archiven der Kiewer Gouvernementsregierung), und 1893 das Werk „Матеріали з історії Запоріжжя і прикордонних стосунків 1743–1767“ (Materialien zur Geschichte von Saporischschja).